# Румынский язык
Румы́нский язы́к (называемый также дако-румынским, самоназвание — limba română ['limba roˈmɨnə]; ранее также валашский, влашский, волошский, валахо-молдавский язык) — индоевропейский язык, входящий в балкано-романскую подгруппу восточнороманских языков. Является пятым по количеству носителей языком романской группы после испанского, португальского, французского и итальянского. Из-за типологических различий в сравнительной лингвистике именуется также дако-румынским. Имеет официальный статус в Румынии, где его считает родным большинство населения, и Республике Молдова. Многие современные лингвисты считают, что «румынский» и «молдавский» являются разными названиями (лингвонимами) одного языка, в то время как некоторые источники указывают молдавский среди восточно-романских языков.
Румынский язык — самый своеобразный в группе романских, обнаруживающий черты так называемых смешанных (контактных) языков, образовавшихся на стыке нескольких языковых ареалов — в частности, балканского языкового союза. Ему свойственны, в отличие от других романских языков, сохранение четырёх падежей и определённый артикль в виде суффикса.
Язык сложился на основе разговорно-диалектного латинского языка колонистов, переселившихся на восток Балканского полуострова после завоевания его Римом. Этот язык подвергся субстратному влиянию местных языков (дакского, фракийского), а позднее — адстратному и суперстратному влиянию славянских и новогреческого языков.
Собственно валашский (старорумынский) язык получил в конце XVI века литературную основу в румынской части Трансильвании и соседних Молдове и Валахии, став общелитературным, а позднее — и общегосударственным языком прежних княжеств Валахии и Молдовы, объединившихся в XIX веке в единое государство под названием Соединённые княжества Молдовы и Валахии, а затем — Королевство Румыния. После создания Румынии язык страны стал называться «румынским», а в его лексику было введено значительное количество научных латинизмов.
Художественная литература появляется с конца XVIII века. Первоначально для записи языка использовался кириллический алфавит. Деятельность Трансильванской школы, движимой языковым пуризмом, привела к разрыву с кириллической традицией — в объединённом государстве с 1860 года кириллица официально замещается латиницей.
Общее число говорящих на румынском в мире — около 24 миллионов человек, а общее население стран, где он является официальным, составляет около 28 миллионов человек (около 5 % всех романоязычных групп мира). На этом языке написана богатая художественная и научная литература.

## Самоназвание
Несмотря на то что жители средневековых государственных образований на Дунае называли себя «молдаванами», «мунтенцами», «арделянами» и т. п. по имени местности, название «румынский» (rumână, или rumâniască) в отношении языка отмечалось ещё в XVI веке, как местными авторами (например, Григоре Уреке в летописях Молдавского княжества, в литературном произведении «Palia de la Orăștie» 1682 года), так и в записках иностранных путешественников. В 1534 году хорватский гуманист Транквилл Андроник отмечал, что «валахи сейчас называют себя романами» (ориг. Valachi nunc se Romanos vocant). В 1532 Франческо делла Валле писал, что носители романского языка «называют себя румынами… И когда кто-нибудь спрашивает, разговариваю ли я на валашском языке, то говорит так: „Sti Rominest?“, что означает: „Ты знаешь румынский?“». Само название «валашский» или «волошский язык» является экзоглотонимом, то есть так этот язык называли иностранцы, и в качестве самоназвания никогда не употреблялось. Одно из самых старых упоминаний названия румынского языка — Евангелия диакона Кореси, изданная в Брашове в 1561 году.
При смешивании влахов (переходе к оседлому существованию) они смешались и с пришлыми на север от Дуная с начала VI века н. э. славянами, и с другим населением и стали прихожанами христианских храмов «восточной», византийской веры, церковным и государственным языком их княжеств стал под мощным непосредственным влиянием Болгарского Царства церковнославянский; однако, как считают другие исследователи, валахи появились позже славян на территории будущего Валашского княжества. Например, по мнению профессора Бернштейна С. М., «Носители романской языковой традиции появляются в Валахии значительно позже славян. Современная наука ничего не знает о существовании романского населения в Валахии между III и XII вв. н. э.».
В созданной в XIX веке Румынии при усилении пуризма и течений языкового национализма в первой половине века, стремящегося вернуть страну к римским истокам, с введением латиницы и переходом богослужения из книжного церковнославянского языка на живой валашский, переименованный в румынский, произошло изменение написания слова румынэ на ромынэ, в латинице — română. Во второй половине XIX века, под влиянием консервативного литературного общества Жунимя (Junimea) и работ историка и литератора Богдана Петричейку-Хашдеу, происходит отказ от латинизации.

## Лингвогеография

### Ареал и численность
На румынском языке говорят, в основном, в Румынии, Молдовы, Венгрии, Сербии и на Украине (см. Румыны на Украине). Также румыноязычное население проживает во Франции, Канаде (особенно в городе Монреаль), северо-западе США (особенно в городе Чикаго), Германии, Израиле, Австралии и Новой Зеландии, где румынские общины возникли благодаря политической иммиграции из городов (в первую очередь, Бухареста) до и после Второй мировой войны. После падения режима Чаушеску возникла новая волна — в основном, экономико-трудовых мигрантов из сельских районов, особенно усилившаяся после вступления Румынии в Евросоюз в 2007 году и направленная преимущественно в Италию, Испанию, Португалию, Квебек и Аргентину.
Общее число носителей румынского языка достигло своего пика около 1990 года. С тех пор количество носителей румынского сокращается по причине высокой естественной убыли среди румын и молдаван, их высокой эмиграции за рубеж и частичной ассимиляции живущих за пределами Румынии и Молдовы носителей языка. Ныне около 19 млн носителей проживает в Румынии (75 % общего числа носителей), около 2,6 млн. — в Молдовы (11 %), около 0,4 млн — на Украине (Одесская область, Черновицкая область, Закарпатье), 0,2 млн. — в Приднестровье, некоторое количество — в Сербии, Венгрии. Около 2 млн румын и молдаван в настоящее время проживают в странах ЕС (с наибольшим их количеством в Испании, Италии, Португалии, Франции, Германии, Великобритании, США и Канаде), молдаван — в России (особенно в Москве и Московской области), на Украине, Греции, Португалии, других странах Европы. Согласно данным переписи 2002 года, румынский язык является родным для 90 % населения Румынии.

## Диалекты
Характерной чертой румынского языка является его сравнительно малая диалектная дробность. Наречия Мунтении, Молдовы, Марамуреша, Баната и Трансильвании почти не различаются, за исключением малого числа регионализмов. Соответственно, в румынском вычленяются следующие диалекты: банатский, кришанский, мунтянский, марамурешский. Наиболее своеобразны диалекты Трансильвании, испытавшие некоторое влияние венгерского языка, а также молдавский диалект. Так: лат. petra → рум. piatră «камень» произносится как «кятрэ», а vermis → vierme «червь» — как «жерме». Это произношение характерно, в первую очередь, для сельских носителей молдавского диалекта.
В румынской лингвистике вопрос о диалектах остаётся предметом дискуссий. Некоторые лингвисты (Овид Денсушиану, Секстил Пушкариу, Александру Росетти, Теодор Капидан, а также Густав Вейганд) рассматривают арумынский, мегленорумынский и истрорумынский языки как диалекты более общего румынского языка, в котором собственно румынский имеет статус дакорумынского диалекта, а его диалекты (банатский, кришанский и пр.) низведены до уровня субдиалектов. Другая группа лингвистов (Джордже Джугля, Александр Граур, Ион Котяну и другие) рассматривает румынский, арумынский, мегленорумынский и истрорумынский как четыре самостоятельных языка, выделившихся из проторумынского в X—XIII веках. За пределами Румынии распространена в основном именно эта точка зрения.

## Письменность
Древнейший письменный текст на старорумынском (молдавском) языке — это письмо Някшу, датированное 1521 годом, в котором Някшу из Кымпулунга (Кымпулунг-Мусчел, Валахия) писал градоначальнику Брашова о готовящемся вторжении турецких войск. Письмо было написано на кириллице, как и большинство ранних надписей в Валахии и Молдовы. Самое раннее сохранившееся письменное свидетельство использования латинского алфавита для записи румынского языка (т. н. «фрагмент Теодореску») датируется концом XVI века. Оно было найдено в Трансильвании и написано по правилам орфографии венгерского языка.
В 1818 году Георге Лазэр основал в Бухаресте школу на румынском языке.
В конце XVIII века представители Трансильванской (Арделянской) школы, считая, что валашский язык имеет латинское происхождение, предложили отказаться от кириллицы и создали для него новый алфавит на основе итальянского и французского. Начиная с 1830-х и 1840-х годов, на территории Валахии и западной Молдовы вводится в употребление переходный алфавит, сочетавший кириллические и латинские буквы. В 1850-х годах отдельные школы Валахии переводятся на латинский алфавит. После объединения княжеств в государство Румыния, указом господаря Александру Куза, в 1860 году в сфере государственного управления и в образовании был введён румынский алфавит на основе латиницы, то есть письменность была официально установлена на латинской основе. Сторонники Трансильванской школы старались искусственно изъять из языка слова нелатинского происхождения, чтобы таким образом доказать свою близость римлянам. Так, в словаре румынского языка 1879 года (А. Чихаки) было 20,58 % слов латинского происхождения, 41 % — славянского; в румынском словаре 1931 года (И. Кандря, Г. Адамеску) было 20,6 % слов латинского происхождения, 29,69 % — французского, 16,59 % — славянского. На неподконтрольной Румынии территории Бессарабии, а затем Молдавской ССР сохранялся кириллический алфавит.
Несмотря на то, что «румынский» и «молдавский» являются разными названиями (лингвонимами) одного языка, эти две общности по-прежнему разграничиваются по политическим мотивам. На территории непризнанной республики Приднестровье молдавский язык официально сохраняет кириллический алфавит.
| A a | Ă ă | Â â | B b | C c | D d | E e | F f |
| G g | H h | I i | Î î | J j | K k | L l | M m |
| N n | O o | P p | Q q | R r | S s | Ș ș | T t |
| Ț ț | U u | V v | W w | X x | Y y | Z z |     |

## История
История румынского языка так же противоречива, как и история румынского народа. Эта противоречивость объясняется двумя причинами: недостатком исторических источников, в особенности письменных, а также политическими интересами. Существует несколько версий развития румынского языка, которые основываются на разных вариантах толкования истории румынского народа. В целом, хронология формирования современного румынского языка на базе народной латыни Дакии выглядит следующим образом:
- автохтонные языки Балкан (геты, даки, мёзы, иллирийцы и т. д.) до II века н. э.;
- народная латынь (Римская Дакия в составе Римской империи) II—III века н. э.;
- балканская латынь IV—VII века до славянского переселения;
- период славяно-романского двуязычия VIII—XI века;
- формирование проторумынского языка XII—XIII века;
- старорумынский, или валашский язык XIV—XVIII века;
- румынский язык XIX—XXI века.

### Романизация
Общепризнанный ход истории румынского языка основывается на теории быстрой романизации западной Дакии. В соответствии с этой теорией, Римская империя колонизировала Дакию (см. Римская Дакия) за довольно короткое время во II—III веках н. э. После захвата территории к северу от Дуная после 102—103 годов н. э. вплоть до ухода римских войск и администрации в 275 году н. э. продолжалась романизация даков.

### Субстратные влияния дороманского периода
Усвоение латыни, престижного тогда торгово-политического языка, коренными народами Балкан в некоторой степени началось ещё до вторжения римлян в Дакию. Население Албании, Мёзии и Южной Дакии, расположенных к югу от Дуная, начало усваивать романскую речь ещё в I веке н. э. и, вероятно, широко использовало её в межнациональных и торговых контактах. Массовая колонизация привела к тому, что местный язык даков, гетов и мёзов в провинции исчез почти полностью, оставив некоторые следы в лексике и фонетике. Так, гето-дакийскими являются многие топонимы, включая названия рек — Дунай, Сирет, Прут, а также некоторых частей тела, растений, видов пищи и другие. В настоящее время в румынском языке насчитывается более сотни слов чистого гето-дакского происхождения, среди них:
- copac /копак/ «дерево»;
- brad /брад/ «пихта»;
- copil /копил/ «ребёнок»;
- rață /рацэ/ «утка»;
- șopârlă /шопырлэ/ «ящерица»;
- broască /броаскэ/ «лягушка»;
- mal /мал/ «берег»;
- buză /бузэ/ «губа».

Изменение народно-латинского языка в румынский было длительным и постепенным. Первичная романизация привела к появлению восточно-романского диалекта, получившего наименование «балканская латынь», в значительной степени сохранявшего черты, обычные для романских языков. Длительные многоуровневые контакты балканской латыни с южными и восточными славянскими языками привели к изменению изначальной латинской языковой системы и образованию собственно румынского языка. Таким образом, романизация началась ещё до захвата Дакии Римом и продолжалась после ухода Рима с территории Дакии, однако к тому времени становление языка румын было ещё далеко от завершения.

### Народная латынь на Балканах
Большинство языковых законов, действовавших в то время, привели к заметному фонетическому сдвигу в народно-латинском языке Дакии и образованию так называемой балканской латыни. Кроме того, как свидетельствуют данные раскопок, местные носители сохраняли некоторые торговые контакты с Италией и Иллирией, по крайней мере, до начала V века н. э., а потому, видимо, им удавалось поддерживать общее языковое пространство на протяжении около 200 лет после ухода римской армии, тем более что никакого нового государства на землях к северу от Дуная после ухода римлян так и не возникло вплоть до образования Болгарского царства.
Народно-латинская речь римской Дакии во II—III веках н. э. находилась пока ещё в едином языковом и культурном пространстве империи и поддерживала с ним связь. Влияние автохтонных языков усилилось только после ослабления империи в III—VI веках, а пока латинская речь Балкан представляла собой лишь диалект латинского языка. Сюда, как и во все другие провинции империи, проникли ранние кельтизмы и итализмы, успевшие распространиться в Дакии:
- кельтское camisia проникло в латинский язык очень рано и дало румынское cămaşă /кэмашэ/ «рубаха» (ср.: исп. camisa, порт. camisa, итал. camicia, фр. chemise);
- умбрское fenum → fân /фын/ «сено» (ср.: порт. feno, итал. fieno, фр. foin).

В период романского единства также началось постепенное упрощение латинской многопадежной системы, приостановленное поздним славянским влиянием. Семантические сдвиги в исконной лексике румынского носят также общероманский характер:
- кельтское caballus → cal /кал/ заменило классическое лат. equus в значении «лошадь» повсеместно (ср.: исп. caballo, порт. cavalo, итал. cavallo, фр. cheval);
- лат. casa «лачуга», «хибара» → casă /касэ/ заменило классическое лат. domus в значении «дом, жильё» и т. д. (ср.: исп. casa, порт. casa, итал. casa, фр. chez).

При этом главным фонетическим процессом в речи Дакии, как и в других провинциях империи, является эволюция самой латыни: трансформация системы ударения из тонического (музыкального) в динамическое (силовое) и, как следствие, упрощение и редукция безударных слогов, а также полное исчезновение звука h в романской речи тех времён:
- лат. hibernum → iarnă /ярнэ/ «зима» (ср.: исп. invierno, итал. inverno, фр. hiver).

Как на Западе, в Дакии начался процесс переразложения элементов классической латыни и их постепенная «вульгаризация». Ряд классических латинских предлогов, местоимений и наречий в Дакии, конечно, сохранился: in → în /ын/ «в», sub → sub /суб/ «под», super → spre /спре/ «над», per → pe /пе/ «по», de → de /де/ «из», но большинство ныне составляют различные новообразования, возникшие в позднелатинский период:
- din /дин/ «из» ← лат. de + in;
- pentru /пентру/ «для» ← лат. per + intre + hoc;
- astăzi /астэзь/ «сегодня» ← лат. ad + ista + dies;
- cum /кум/ «как» ← лат. con modo (ср. исп. como, итал. come, фр. comment).

При этом периферийность ареала народной латыни на Балканском полуострове придаёт процессам эволюции своеобразный характер. Во-первых, народная латынь Балкан была в значительной степени итальянизирована, так как большинство колонистов было родом именно из Италии и языковые инновации в речи Италии волнами доходили до Дакии, чем и объясняется близость румынского именно итальянскому языку, с которым он имеет гораздо больше общего, чем с другими романскими языками. Так, в румынском и итальянском языках так и не успела прижиться унифицирующая форма множественного числа существительных на -s, как во всех западно-романских языках, эта же форма на -s, но уже для обозначения второго лица единственного числа настоящего времени глагола была вытеснена формой на -i в итальянском и румынском языках.
Ряд типично латинских лексем, например, слово лат. grandis («большой»), не прижились на востоке, где в этом значении стало употребляться лат. talis «такой» → tare /таре/.
Начало колонизации Дакии также совпало по времени с периодом максимального расширения империи и максимальной стандартизации её языка, который имел наименьшее число архаизмов (в отличие, скажем, от языка Испании, колонизованной ещё во II веке до н. э.). Тем не менее, относительная кратковременность пребывания римлян на Карпатах привела к тому, что латинская речь местным населением была усвоена лишь в её разговорной форме. Отсутствие городов в Дакии и сильное влияние первобытно-общинного строя гетов и даков также привели к тому, что, в отличие от западных регионов, здесь так и не получили развития города (группа римских военных лагерей вскоре была разрушена), не было городской культуры, не существовали сети римских школ и римское образование. Латинская письменность в Дакии не сохранилась. Таким образом, после ухода римлян народная латынь романского и романизированного населения Балкан так и осталась разговорным языком сельского скотоводческого населения, не отягощённого книжным влиянием классической латыни. В культурном плане другим важным наследием Рима стало принятие раннего христианства смешанными и романизированными семьями. Поэтому большинство базовой общехристианской лексики румынского имеет романское происхождение:
- лат. deus → zeu /зеу/ «бог», также лат. dominus deus → dumnezeu /думнезеу/;
- лат. basilica → biserică /бисерикэ/ «церковь»;
- лат. angelus → înger /ынджер/ «ангел»;
- лат. crux → cruce /круче/ «крест»;
- лат. rogare → ruga /руга/ «молиться»;
- лат. baptizare → boteza /ботеза/ «крестить»;
- лат. credere → crede /креде/ «верить»;
- лат. christianus → creștin /крештин/ «христианский».

Несмотря на быструю ассимиляцию автохтонного иллирийского и дакийского населения, народная латынь Балкан сохранила некоторые периферийные лексемы этих языков, а также начала подвергаться фонетической адаптации в соответствии с языковым строем субстратных языков, так же как народная латынь Галлии усвоила кельтские, а Испании — средиземноморские элементы. В III—VI веках народная латынь претерпела ряд довольно существенных фонетических сдвигов, специфических для этого региона. Часть сдвигов была обусловлена внутренней эволюцией латинского языка от тонической системы ударения к силовой, но конечный итог фонетических изменений был обусловлён влиянием субстрата.

### Славянское влияние
Первое письменное свидетельство народной латыни, на которой говорили в Средние века на Балканах, принадлежит византийскому летописцу Феофану Исповеднику, жившему в VIII веке н. э. Это свидетельство посвящено военной экспедиции против аваров, когда влахский погонщик мулов, сопровождавший византийскую армию, заметил, как с одного из животных падает груз, и закричал своему спутнику: «Torna, torna, fratre!» («Поворачивай, поворачивай, брат»).
Переселение славян в VII—IX веках стало вторым по значимости событием в становлении румынского языка. Миграции славян на территорию Византийской империи были довольно массовыми и привели к постепенной славянизации центральных регионов Балкан. В итоге, неславянское население сохранилось лишь на периферии полуострова (на крайнем юге — греки и албанцы, и на крайнем севере — предки современных румын — валахи). Официальным языком империи стал греческий язык, имевший богатую историю и литературную традицию. Несмотря на то, что им и владела значительная часть населения к югу от Дуная, он так и не стал родным для большинства населения полуострова, а его область применения с каждым столетием постепенно сужалась, пока он не оказался под угрозой вытеснения турецким языком в конце средневековья. Славянское население, подобно германцам в Западной Римской империи, быстро включилось в политическую, экономическую и культурную жизнь Византийской империи и Балканского полуострова. Славяне предпринимали активные и довольно успешные попытки создания собственной государственности; возникло Первое Болгарское царство, которое вело аннексию земель бывших империй. Причём, в отличие от варварских королевств Запада, Болгарское царство складывалось именно славянским большинством (с тюркской знатью), а официальным языком стал старославянский язык (а не латынь), для которого была введена кириллица. Более того, в ходе славянских миграций значительная часть славян прошла по территории бывшей Дакии, заселившись на ней, о чём свидетельствуют многочисленные славянские топонимы на территории Румынии и Молдовы.
По мере расширения области расселения славян на юге Европы влияние славянских языков стало всеобъемлющим и ощущалось на всех уровнях балканской латыни, которая окончательно обособилась от общероманской языковой области и усиленно подвергалась влиянию славянской речи. Яыковая интерференция, видимо, приняла размах повсеместного двуязычия, которым было охвачено до половины романоязычного населения в силу экономического и военно-политического господства славян. Похоже дело шло и в Западной Романии, где, скажем, преобладающее галло-римское население проживало в условиях безраздельного господства германского меньшинства, установившего к тому же и систему дискриминационно-сегрегационных законов. Подобных крайностей в Дакии не наблюдалось, и интеграция была довольно мирной, хотя области хозяйственной специализации славянского и романского населения продолжали различаться. На первой ступени интеграция на Балканах носила явно односторонний характер, то есть романоязычное население в местах рассеянного проживания к югу от Дуная быстро ассимилировалось, и даже там, где оно полностью преобладало, славянское влияние было заметным из-за того, что большая часть населения, так или иначе, была знакома со славянской речью, особенно со славянской лексикой. В то же время в славянской речи прямого романского влияния значительно меньше. Инновации в славянских языках возникли, в основном, при опосредованном влиянии Балканского языкового союза в целом.
Во времена Великого переселения народов языковая картина Балкан сильно поменялась. На смену упрощённой греко-латинской картине периода поздней античности с мощным иллирийским субстратом пришла пора господства славянской речи, а затем усиленно внедрялись и тюркские наречия. Балканская латынь, и особенно греческий язык, были оттеснены на периферию полуострова.
В конце X века население молдавских земель приняло христианство одновременно с принятием христианства в Древнерусском государстве. С этих пор славянский язык вплоть до середины XVII в. стал языком официальной переписки и церковным языком не только на территории Молдовы, но и на территории Валахии и Трансильвании.
В конце средневекового периода языковые ареалы начинают формировать устойчивые границы. Так, большая часть романоязычного населения к югу от Дуная ассимилируется славянами. К северу от Дуная начинает набирать силу обратный процесс. Так, после тюркских нашествий, наводнивших Дикое поле и Северное Причерноморье и подчинивших Русь, а также после захвата венграми среднего течения Дуная приток славян на Балканы прекращается. Часть из них, к примеру, тиверцы, проживавшие в междуречье Днестра и Прута, оказавшись в изоляции, начинает активно контактировать с романоязычными валахами к западу. Многие из них предпринимают попытки овладеть романской речью, перестраивая её на свой лад. Так, в румынском получает распространение йотизация начального [e], нехарактерная для других романских языков: ср.: исп. el /эль/, но румынское el /ел/ «он», исп. esta /эста/, но румынское este /есте/ «есть». Продолжается процесс массового калькирования синтаксиса и лексики по славянским моделям. Так, румынское слово fiecare /фиэкаре/ «каждый» — дословная калька наподобие укр. будь-який «какой-нибудь». В области синтаксиса нельзя не заметить продолжающийся параллелизм славянской и румынской конструкций, обозначающих внутренние состояния: mi-e frig /мь-е фриг/ «мне холодно», mi-e frică /мь-е фрикэ/ «мне страшно» вместо типичных западных, вроде исп. tengo miedo (букв. «имею страх»). Постепенно большая часть тиверцев усваивает романскую речь, но оставляет в ней свои следы. Влияние балканского языкового союза накладывает ещё больший отпечаток. Так возникает проторумынский язык.

#### Славянизмы
Даже в Салониках — втором по величине и значению городе Византийской империи, оставшемся под её властью — значительную часть населения составляли славяне. Влияние Руси, Византии, Болгарии заставляло знать вести общение и деловую переписку, используя славянские языки. Известно, что Стефан Великий разговаривал с польским послом самостоятельно, без переводчика, об отобранной у поляков территории. Миграции славян и распространение старославянского языка в Дакии поначалу привели к прекращению действия языковых законов балканской латыни, действовавших до этого. Так, ротацизм интервокального л потерял свою актуальность, поскольку он был чужд речи славян. Поздние заимствования наподобие слав. сила → silă /силэ/ «насилие» уже не превращаются в гипотетическое «сирэ», как того требовали тенденции в балканской латыни (по аналогии с лат. solis → soare /соаре/ «солнце» в исконной лексике). По мере расширения славянского ареала на юге Европы влияние славянского языка становится всеобъемлющим и ощущается на всех уровнях балканской латыни, которая окончательно изолируется от общероманского ареала и интенсивно контактирует со славянской речью, постепенно эволюционируя в проторумынский язык.
В фонетике влияние славян приводит к развитию не только к позиционной палатализации согласных (лат. oculus → ochi /окь/ «глаз»), но и смыслоразличительной палатализации путём переозвучивания латинских морфем (лат. lupi → lupii /лупий/ «волки»). Общая артикуляция речи постепенно ослабевает и более не имеет такого напряжённого ударного характера, как во французском или испанском языках. Развиваются и окончательно закрепляются нейтральные среднеязычные /э/ и /ы/, не характерные для других романских языков. При славянском влиянии восстанавливается согласный [х] с жёсткой нетипично романской фрикацией: hulub /хулуб/ «голубь». Тем не менее, сохраняется типичная для других романских языков связь слов в единый речевой поток при некоторой модификации интонационного рисунка на манер славянской речи.
Славянские языки приостанавливают процесс распада падежных флексий имён существительных, сохранив пять флексий народной латыни (фактически — три), в то время как на западе они исчезают полностью.
В области морфологии балканской латыни происходит настоящая революция, поскольку славянские аффиксы становятся неотъемлемой частью румынского словообразования и переплетаются с романской лексикой:
- -ица (рус. девица, львица) → iță /ицэ/: poartă /поартэ/ «ворота» → portiță /портицэ/ «калитка»;
- -ка (рус. румынка, цыганка) → că /кэ/: țigan /циган/ «цыган» → țigancă /циганкэ/ «цыганка», lup /луп/ «волк» → lupoaică /лупоайкэ/ «волчица»;
- не- (рус. нехороший, незатейливый): bun /бун/ «хороший» → nebun /небун/ «сумасшедший»;
- рас-/раз- (рус. разбойник, рассада): război /рэзбой/ «война»;
- -ник (рус. сапожник) → războinic /рэзбойник/ «воин».

Романские аффиксы in- / im-, -re инфинитива присоединяются к славянским корням: bolnav /болнав/ «больной» → îmbolnăvire /ымболнэвире/ «болезнь», a iubi /юби/ «любить» → iubire /юбирe/ «любовь». Таким образом, границы между исконной и заимствованной лексикой постепенно стираются.
В плане синтаксиса славянские конструкции оказывают влияние на румынский:
Mi-e cald /мь-е калд/, или mi-e bine /мь-е бине/ являются кальками славянских «мне жарко» или «мне хорошо» и отклоняются от типично романской, ср.: исп. yo estoy bien.

### Влияние других языков
Помимо иллирийского субстрата и южнославянского суперстрата, балканская латынь интенсивно контактировала и со значительным количеством других языков (см. адстрат), многие из которых не являются даже индоевропейскими, что объясняется особой географией Дакии. В отличие от Испании, Италии и даже Франции, ограниченных в основном океанами и морями, большая часть границ Дакии и Румынии — сухопутные. В целом, в разговорном румынском исконно-романские лексемы (не считая поздних латинизмов) составляют не более половины всего словарного состава, что, однако, отчасти компенсируется их большей частотностью по сравнению с заимствованной лексикой. В прошлом важную роль в регионе играл греческий язык. Валашские пастухи, кочуя по предгорьям Карпат и Балкан, контактировали даже с носителями польского, словацкого, чешского, албанского, итальянского, далматинского, хорватского и словенского языков. В настоящее время румынское языковое пространство граничит с венгерским, украинским, русским, болгарским, сербским, гагаузским, турецким, цыганским и немецким языковыми ареалами и анклавами, из которых в румынский проникло множество заимствований:

#### Греческий
- греч. όφελος /офелос/ «польза» → folos /фолос/ «польза»;
- греч. μπουζουνάρα /бузунара/ → buzunar /бузунар/ «карман»;
- греч. πρόσφατος /просфатос/ → proaspăt /проаспэт/ «свежий»;
- греч. κυτίον /китион/ → cutie /кутие/ «коробка»;
- греч. χαρτί /харти/ → hârtie /хыртие/ «бумага».

#### Венгерский
- венг. város → oraș /ораш/ «город»;
- венг. költeni → a cheltui /а келтуи/ «тратить»;
- венг. fogadni → a făgădui /а фэгэдуи/ «обещать»;
- венг. menteni → a mântui /а мынтуи/ «спасти» (церк.);
- венг. nem → neam /ням/ «нация».

#### Турецкий
- тур. devlek → dovleac /довляк/ «тыква»;
- тур. pabuç → papuc /папук/ «сапог», «ботинок»;
- тур. çorba → ciorbă /чорбэ/ «суп», «чорба»;
- тур. tavan → tavan /таван/ «потолок»;
- тур. kazan → kazan /казан/ «котел».

#### Немецкий
- нем. Kartoffel → cartof /картоф/ «картофель»;
- нем. Bier → bere /бере/ «пиво»;
- нем. Schraube → șurub /шуруб/ «шуруп»;
- нем. Turm → turn /турн/ «башня».

#### Французский
Значительное количество галлицизмов закрепилось в румынском языке в конце XIX века благодаря литературной деятельности румынских писателей. Среди них:
- фр. chomage → şomaj /шомаж/ «безработица»;
- фр. gare → gară /гарэ/ «вокзал».

## Лингвистическая характеристика

### Фонетика и фонология

#### Гласные
Гласные звуки румынского языка:
|                | Передний ряд | Средний ряд | Задний ряд |
| -------------- | ------------ | ----------- | ---------- |
| Верхний подъём | i ⟨i⟩        | ɨ ⟨î/â⟩     | u ⟨u⟩      |
| Средний подъём | e ⟨e⟩        | ə ⟨ă⟩       | o ⟨o⟩      |
| Нижний подъём  |              | a ⟨a⟩       |            |

В заимствованных словах могут встречаться гласные /ø/ и /ɵ/. 
Румынский язык имеет, благодаря полугласным /j/ и /w/, богатый набор дифтонгов и трифтонгов:
| Нисходящие дифтонги | Восходящие дифтонги | Трифтонги |
| ------------------- | ------------------- | --------- |
| /aj/                | /e̯a/                | /e̯aj/     |
| /aw/                | /e̯o/                | /e̯aw/     |
| /ej/                | /e̯u/                | /e̯o̯a/     |
| /ew/                | /ja/                | /jaj/     |
| /ij/                | /je/                | /jaw/     |
| /iw/                | /jo/                | /jej/     |
| /oj/                | /o̯a/                | /jew/     |
| /ow/                | /we/                | /joj/     |
| /uj/                | /wa/                | /jow/     |
| /uw/                | /wə/                | /o̯aj/     |
| /əj/                | /wɨ/                | /waj/     |
| /əw/                |                     | /waw/     |
| /ɨj/                |                     | /wəj/     |
| /ɨw/                |                     | /jo̯a/     |

#### Согласные
|                     |               | Губные | Зубные | Зубные | Альвеолярные | Постальвеолярные | Заднеязычные | Глоттальные |
| Переднеязычные      | Сибилянты     | Губные |        |        | Альвеолярные | Постальвеолярные | Заднеязычные | Глоттальные |
| ------------------- | ------------- | ------ | ------ | ------ | ------------ | ---------------- | ------------ | ----------- |
| Носовые             | Носовые       | m ⟨m⟩  |        |        | n ⟨n⟩        |                  |              |             |
| Взрывные/ Аффрикаты | Глухие        | p ⟨p⟩  | t ⟨t⟩  | t͡s ⟨ț⟩ |              | t͡ʃ ⟨c⟩           | k ⟨c/ch/k⟩   |             |
| Взрывные/ Аффрикаты | Звонкие       | b ⟨b⟩  | d ⟨d⟩  |        |              | d͡ʒ ⟨g⟩           | ɡ ⟨g/gh⟩     |             |
| Щелевые             | Глухие        | f ⟨f⟩  |        | s ⟨s⟩  |              | ʃ ⟨ș⟩            |              | h ⟨h⟩       |
| Щелевые             | Звонкие       | v ⟨v⟩  |        | z ⟨z⟩  |              | ʒ ⟨j⟩            |              |             |
| Дрожащие            | Дрожащие      |        |        |        | r ⟨r⟩        |                  |              |             |
| Аппроксиманты       | Аппроксиманты |        |        |        | l ⟨l⟩        | j ⟨i⟩            | w ⟨u⟩        |             |

Согласные перед i на конца слова смягчаются, при этом i выпадает, что может являться показателем множественного числа и второго лица единственного числа глагола при спряжении: arabi [aˈrabʲ] «арабы», dormi [dormʲ] «ты спишь». Звук [n] становится [ŋ] перед k, ɡ и h. [h] становится [x] на конце слова и перед согласными и [ç] перед i, j. 

### Морфология

#### Имя существительное

##### Род
В румынском языке существительные делятся на три рода: мужской, женский и средний; слова ср. рода в единственном числе изменяются так же, как слова мужского рода, а во множественном числе — как женского. Слова, которые в своей словарной форме (ед. ч. именит. пад. неопред. форм.) оканчиваются на согласный или гласный/полугласный -u, относятся главным образом к мужскому или среднему роду; если слова оканчиваются на -ă или -a, то они в большинстве своём относятся к женскому роду. Во множественном числе окончание -i обычно соответствует существительным мужского рода, тогда как существительные женского и среднего рода часто заканчиваются на -e. Существует множество исключений из этого правила, каждое существительное должно быть изучено вместе с его родом.
Для существительных, обозначающих людей, грамматический пол может быть строго определённым биологическим полом независимо от фонетики существительного — например, такие существительные, как tată («отец») и popă («священник») — мужского рода, поскольку они относятся к людям мужского пола, хотя фонетически подобны типичным женским существительным.
Примеры:
- Мужской: om («мужчина, человек»), bou («бык»), copac («дерево»);
- средний: drum («дорога»), cadou («подарок»), exemplu («пример»);
- женский: bunică («бабушка»), carte («книга»), cafea («кофе»);

##### Число
В румынском языке есть два числа: единственное и множественное. Морфологически множественное число образуется добавлением (прибавлением) окончания к форме единственного числа. Например: существительные в именительном падеже без определённого артикля образуют множественное число с помощью окончаний -i, -uri, или -le. Схема образования форм множественного числа часто включает в себя изменения (чередования) в структуре слова. Формы множественного числа для каждого слова нужно заучивать отдельно.
Примеры:
- -i: pom — pomi («дерево — деревья»), cal — cai («лошадь — лошади»), tată — tați («отец — отцы»), barcă — bărci («лодка — лодки»);
- -uri: tren — trenuri («поезд — поезда»), treabă — treburi («работа — работы»), cort — corturi («палатка — палатки»);
- -e: pai — paie («солома/соломинка — соломы/соломинки»), masă — mese («стол -столы»), teatru — teatre («театр — театры»), muzeu — muzee («музей — музеи»);
- -le: stea — stele («звезда — звёзды»), cafea — cafele («кофе»), pijama — pijamale («пижама — пижамы»).

##### Падеж
Румынский язык унаследовал из латинского пять падежей: именительный, родительный, дательный, винительный и звательный. Этим он отличается от остальных романских, где падежей не осталось. Морфологически формы именительного и винительного падежа у существительных полностью совпадают, так же, как и формы родительного и дательного падежа (эти пары отличны в личных местоимениях). Звательный падеж используется гораздо реже, так как сфера его употребления ограничивается существительными, обозначающими людей или предметы, к которым обычно обращаются напрямую. Кроме того, звательный падеж у существительных часто заменяется именительным.
Родительно-дательная форма может быть получена из номинативного. Если существительное имеет при себе какое-либо определение помимо определённого артикля, то аффиксы родительно-дательного падежа присоединяются к этому определению, а не к существительному, например, un băiat — unui băiat («мальчик/мальчику»); для существительных женского рода форма, используемая в единственном числе, чаще всего идентична форме множественного числа, например, o carte — unei cărți — două cărți («книга-/к книги — две книги»). Точно так же, если существительное определено определённым артиклем (постпозитивным), маркер родительно-дательного падежа добавляется в конце существительного вместе с артиклем, например băiatul — băiatului («мальчик-/к мальчика»), cartea — cărții («книга-/к книги»). Мужские имена собственные, обозначающие людей, формируют родительно-дательный падеж, помещая артикль lui перед существительным: lui Brâncuși (/к Brâncuși); то же самое относится к женским именам, но только когда у них нет типично женского окончания: lui Carmen.
В обычных генетивных фразах, таких как numele trandafirului («Имя розы»), родительный падеж распознается только по определённому окончанию (-lui в этом примере), и нет никакой необходимости в других словах. Однако в других ситуациях, если существительное, изменённое маркером родительного падежа, неопределенно в своей принадлежности к родительному падежу, требуется генитивный артикль — например, câteva opere ale scriitorului («некоторые работы писателя»).
В румынском языке слова в дательном падеже могут быть удвоены подобно испанскому языку, в котором существительное в дательном падеже удваивается местоимением. Положение этого местоимения в предложении зависит от наклонения и времени глагола. Например, в предложении Le dau un cadou părinților («я делаю подарок [своим] родителям»), местоимение le удваивает существительное părinților, не добавляя дополнительной информации.
Как определено выше, у звательного падежа в румынском языке есть специальная форма для большинства существительных. В современном румынском языке существует тенденция в использовании форм именительного падежа. Традиционный звательный падеж сохраняется в неофициальной речи или у жителей сельской местности, в то время как большинство городских жителей воздерживается от его использования из-за того, что эта форма воспринимается ими как грубое просторечие. Формы образования звательного падежа следующие (обратите внимание на то, что у звательного падежа нет определённых и неопределенных форм; показанные ниже правила применимы для неопределённой формы существительных).
- Существительные и имена собственные женского рода единственного числа, которые оканчиваются на безударные -ă/-a, принимают окончание -o:. fată → fato! («девочка!»). Хотя некоторые распространенные формы множественного числа отличаются: Maria → Mărie! (Мария!).
- Существительные женского рода единственного числа, которые оканчиваются на безударный -e, принимают окончание -eo: punte → punteo! («Мост!»). Иногда e отбрасывается совсем.
- Существительные женского рода единственного числа, которые оканчиваются на ударный -a, принимают окончание -auo: nuia → nuiauo! («Палка!»).
- Существительные мужского и среднего рода единственного числа, которые оканчиваются на согласный, принимают окончание -ule: băiat →băiatule! (мальчик!). Звательный падеж для одушевленных существительных иногда образуется, как если бы это существительное было именем собственным: băiat → băiete!.
- Существительные мужского и среднего рода единственного числа, которые оканчиваются на безударный -e/-ă, не принимают дополнительных окончаний (-Ø): frate → frate! («Брат!»).
- Мужские имена собственные принимают окончание -e: Ștefan → Ștefane! («Стефан!»). В некоторых словах также происходят чередования гласных (Ion → Ioane! («Ион!»).
- Все существительные множественного числа принимают окончание -lor: mere → merelor! («Яблоки!»).

Вот несколько примеров полного склонения имени существительного.
Склонение с определённым артиклем:
| Род                      | Мужской род | Мужской род | Женский род | Женский род | Средний род | Средний род |
| Падеж/Число              | ед. ч.      | мн. ч.      | ед. ч.      | мн. ч.      | ед. ч.      | мн. ч.      |
| ------------------------ | ----------- | ----------- | ----------- | ----------- | ----------- | ----------- |
| Именительный/Винительный | băiatul     | băieții     | mamă        | mamele      | oul         | ouăle       |
| Родительный/Дательный    | băietului   | băieților   | mamei       | mamelor     | oului       | ouălor      |

Склонение без определённого артикля:
| Род                      | Мужской род | Мужской род       | Женский род | Женский род      | Средний род | Средний род     |
| Падеж/Число              | ед. ч.      | мн. ч.            | ед. ч.      | мн. ч.           | ед. ч.      | мн. ч.          |
| ------------------------ | ----------- | ----------------- | ----------- | ---------------- | ----------- | --------------- |
| Именительный/Винительный | un băiat    | niște/unii băieți | o mamă      | niște/unele mame | un ou       | niște/unele ouă |
| Родительный/Дательный    | unui băiat  | unor băieți       | unei mame   | unor mame        | unui ou     | unor ouă        |

Определённый артикль:
| Род                      | Мужской род | Мужской род | Женский род | Женский род |
| Падеж/Число              | ед. ч.      | мн. ч.      | ед. ч.      | мн. ч.      |
| ------------------------ | ----------- | ----------- | ----------- | ----------- |
| Именительный/Винительный | -ul/-l      | -i          | -a          | -le         |
| Родительный/Дательный    | -lui        | -lor        | -i          | -lor        |

Неопределённый артикль:
| Род                      | Мужской род | Мужской род | Женский род | Женский род |
| Падеж/Число              | ед. ч.      | мн. ч.      | ед. ч.      | мн. ч.      |
| ------------------------ | ----------- | ----------- | ----------- | ----------- |
| Именительный/Винительный | un          | niște/unii  | o           | niște/unele |
| Родительный/Дательный    | unui        | unor        | unei        | unor        |

#### Глагол
Глагол в румынском языке отличается большим разнообразием аналитических и синтетических форм. В отличие от других романских языков, чистый инфинитив на -re подвергся полной субстантивации и его место заняла усечённая форма с предлогом а: dare > a da; credere > a crede.

### Лексика
По состоянию на 1968 год, славянизмы на территории Бессарабии составляли около 20 % лексики разговорного румынского языка, в том числе около 2/3 всей заимствованной лексики. В письменной и научной речи их доля была несколько ниже — около 10 % вследствие большей частотности латинизмов и галлицизмов, массово введённых в конце XIX — начале XX веков (см. Трансильванская школа). Обширные пласты славянской лексики стали неотъемлемой частью румынского словарного состава, равномерно распределившись по всем сферам жизнедеятельности человека:
- существительные:
  - укр. тато → tată /татэ/ «отец»;
  - «невеста» → nevastă /невастэ/; в том числе в этом значении используется румынское mireasă /мирясэ/;
  - «сковорода» → scovardă /сковардэ/; в том числе в этом значении используется румынское tigaie /тигайе/;
  - «плуг» → plug /плуг/;
  - «болото» → baltă /балтэ/;
  - «разбой» → război /рэзбой/ «война»;
  - «приятный» → prieten /приетен/ «друг»;
  - «насыпать» → nisip /нисип/ «песок»;
  - «князь» → cneaz /княз/;
  - «поп» → popă /попэ/;
  - «боб» → bob /боб/ «зерно»;
  - «тайна» → taină /тайнэ/;
  - «боярин» → boier /боер/;
  - укр. гуска → gâscă /гыскэ/ «гусыня»;
- глаголы:
  - «надеяться» → a nădăjdui /а нэдэждуи/;
  - «читать» → a citi /а чити/;
  - «любить» → a iubi /а юби/;
  - «платить» → a plăti /а плэти/.
- Характерной чертой румынского, особенно на территории Бессарабии, является его утрата исконных романских корней для описания эмоциональных, психологических и других качеств человека, замещённых славянизмами:
  - сербохорв. драг — «дорогой» → drag /драг/;
  - сербохорв. прост — «глупый» → prost /прост/;
  - «разбойный» → războinic /рэзбойник/ «воин»;
  - «весёлый» → vesel /весел/;
  - сербохорв. вредан — «полезный» → vrednic /вредник/ «усердный» / «способный» / «достойный»;
  - «жалкий» → jalnic /жалник/;
  - болг. чист — «честный» → cinstit /чинстит/;
  - сербохорв. слаб — «худой» → slab /слаб/;
  - болг. болнав — «больной» → bolnav /болнав/;
  - «милый» → milă /милэ/ «жалость»;
  - «грозный» → groaznic /гроазник/;
  - «богатый» → bogat /богат/;
  - «голый» → gol /гол/;
  - «любить, любовь» → a iubi /а юби/, iubire /юбире/ вместо классических западных amare и amor.
- Также выделяется интересная в этнографическом контексте категория заимствованных из славянского языка глаголов действия:
  - «ловить» → a lovi /а лови/ «ударить»;
  - «избивать» → a izbi /а изби/ «ударять», «толкать»;
  - «гнать» → a goni /а гони/ «гнать», «преследовать», «изгонять».

Особая категория славянских заимствований — лексика, относящаяся к православным обрядам. Хотя валахи стали христианами ещё во времена поздней Римской империи, намного раньше славян (см., например, «церковь» — biserică — от лат. basilica), православный обряд закрепился здесь уже в Средние века вместе с церковнославянским языком, используемым в богослужении. Поэтому уже в 1400 году Григориу Цымвлах ведёт проповеди на румынском языке. Более поздние церковные книги, к примеру Евангелие 1574 года (находится в Лондонском музее), написано на румынском языке и даёт возможность оценить, существовали ли какие-либо заимствования. Некоторые слова, заимствованные, как считают, у славян:
- «избавить» → a izbăvi /а избэви/; в этом же значении используется a scapa — румынское слово, присутствует в Евангелии 1574 года;
- «вечность» → veșnicie /вешничие/; в этом же значении используется eternitate.
- «святой» → sfânt /сфынт/; существуют сомнения в том, было ли слово заимствововано;
- «служить» → a sluji /а служи/; в этом же значении используется румынское a servi, присутствует в письмах господарей;
- «служба» → slujbă /службэ/; в этом же значении используется румынское serviciu, употреблялось в канцелярии Стефана Великого;
- «рай» → rai /рай/; существуют сомнения в заимствовании;
- «ад» → iad /яд/; существуют сомнения в заимствовании;
- «пророк» → proroc /пророк/;
- «поп» → popă /попэ/; считается, что слово пришло из Православной Византии.

#### Пуризм и латинизация
С конца XVIII века среди румынских историков утвердилось мнение, что румыны являются потомками римских колонистов задунайской провинции Дакии. В XIX веке французский язык, являясь языком международного общения и дипломатии, приобретает популярность и в Румынии. Значительная часть румынской интеллигенции перебирается в Париж. Начинается период активной языковой коррекции румынского языка, из которого вытесняются славянские лексемы и вводятся новые французские, латинские и итальянские корни. Начинается период пуризма и латинизации (см. Галлизация). Фактическими создателями современного латинизированного румынского языка стали участники движения Арделянской школы, созданной иезуитами и униатами. Искусственной латинизации румынского языка противодействовал Василе Александри — один из членов-основателей Румынской академии (с 1867 года).
В лексику румынского в XIX—XX веке было введено значительное количество научных латинизмов исходя из убеждения, что жители Трансильвании, Валахии и Молдовы являются потомками древнеримских поселенцев. О массовой латинизации в то время профессор А. Яцимирский писал: «Каждое новое румынское слово, вместе с отысканным для него соответствующим латинским считалось националистическим подвигом историка-филолога». Многие новые румынские слова латинского происхождения почти не известны народным говорам, которые в этом значении имеют славянские слова. По мнению А. Матеевича, «в сопредельной Румынии язык искажён до последней возможности, подведён под шаблон литературного румынского языка и обильно уснащен латинизмами, галицизмами и всякими другими варваризмами западноевропейского происхождения», эти нововведения «исказили народный язык и лишили его национальной физиономии». Выступая на I конгрессе учителей Бессарабии в 1917 году, он заявил: «мы будем учить молдавскому, церковному языку, а не языку бухарестских газет, из которого мы ничего не понимаем, как будто бы это татарский». А. А. Кочубинский характеризовал изменённый язык как «искусственный», «сфабрикованный» и как «порождение национального шовинизма и политического фанатизма». По мнению А. Яцимирского, «Эта насильственная и совершенно антинаучная латинизация книг должна быть, по программе румынских патриотов, последним актом искоренения славянского элемента из румынской культуры». Даже после этого лексический состав румынского языка является смешанным, и латинский элемент в нём не достигает и 50 % общего запаса слов (данные на 1937 год). В западно-романском ареале этот процесс изменения языка никогда не прекращался, а потому имел более естественный характер.

#### Славяно-латинские дублеты
Введение галлицизмов привело к увеличению стилистического разрыва между устной и письменной речью, правда, большая часть латинизмов была усвоена довольно быстро, хотя и привела к образованию славяно-романских и румыно-латинских языковых дублетов. Несколько примеров слов-дублетов славянского и латинского происхождения:
- славянского происхождения: nădejde /нэдежде/ «надежда», эквивалент латинского происхождения: speranță /сперанцэ/;
- славянского происхождения: vreme /време/ «время» либо «погода», эквивалент латинского происхождения: timp /тимп/;
- славянского происхождения: milostiv /милостив/ «милосердный», эквивалент латинского происхождения: îndurător /ындурэтор/;
- славянского происхождения: războinic /рэзбойник/ «воин» (от слова război /рэзбой/ «война»), эквивалент латинского происхождения: militar /милитар/ «воин», «военный».

#### Повторные латинские заимствования
Одно из слов, сильно видоизменённое как следствие фонетических языковых законов и лексических переосмыслений, дополняется заново заимствованным из латыни словом для описания современных реалий и располагается с ним как бы в одном гнезде:
- gheață /гяцэ/ «лёд» → glacial /глачиал/ «ледниковый», «ледовый» (от лат. glacies);
- ager /аджер/ «проницательный» → agil /аджил/ «ловкий» (от лат. agilis);
- apă /апэ/ «вода» → acvatic /акватик/ «водный» (от лат. aqua);
- drept /дрепт/ «правый», «прямой» → direct /директ/ «прямой» (от лат. directus);
- a auzi «слышать» → a audia «прослушивать (напр., радиопередачу)» (от лат. audire).

- Дифтонгизация ударного латинского о → оа в закрытом слоге: лат. forte → foarte /фоарте/ «очень» (ср.: исп. fuerte);
- дифтонгизация ударного латинского е → я в открытом слоге: лат. cera → ceară /чарэ/ «воск»;
- йотацизм [e] после латинского придыхательного h → ie: лат. herba → iarbă /ярбэ/ «трава».

- Бетацизм латинского губно-зубного в начале слова:
  - лат. exvolare — «улетать» → zbura /збура/ «летать»;
  - лат. vocire — «голосить» → boci /бочи/ «вопить».
- Ротацизм интервокального (между двумя гласными) л → р:
  - лат. secale → secară /секарэ/ «рожь»;
  - лат. sol → soare /соаре/ «солнце»;
  - лат. talis → tare /таре/ «сильно»;
  - лат. volo → vreau /вряу/ «хочу».
- Своеобразная ассимиляция латинских групп согласных:
  - кс → пс: лат. coxa → coapsă /коапсэ/ «бедро» (ср.: фр. cuisse);
  - кв → п: лат. aqua → apă /апэ/ «вода»;
  - кл → кь: лат. oculus → ochi /окь/ «глаз» (ср.: исп. ojo);
  - гл → гь: лат. glacies → gheață /гяцэ/ «лёд» (ср.: итал. ghiaccio);
  - гн (фонетически /ŋn/) → мн: лат. lignum → lemn /лемн/ «древесина».
- Ассимиляционная палатализация латинских согласных c, s, d, t перед гласными /и/, /е/:
  - в румынском исконное латинское палатальное c (= [к’]) подверглось двоякой ассимиляции:
    - с одной стороны, в [ч]:
      - лат. ceresia → cireașă /чиряшэ/ «черешня»;

    - с другой — [ц]:
      - лат. facies → față /фацэ/ «лицо»;

  - лат. sic → și /ши/ «и»;
  - лат. decem → zece /зече/ «десять»;
  - лат. terra → țară /царэ/ «страна».
- Ассимиляционная палатализация латинской группы «кв» перед гласными [и], [е]:
  - лат. quinque → cinci /чинчь/ «пять»;
  - лат. quinem → cine /чине/ «кто»;
  - лат. que → ce /че/ «что».
- Выпадение интервокальных b, v:
  - лат. experlavare → spălare /спэларе/ «стирка».
- Инверсия слогов в труднопроизносимых словах:
  - лат. paludem («болото») → pădure /пэдуре/ «лес».
- Начинается своеобразное переразложение слов и выделение новых флексий на основе ложных субморфов: лат. corpus → corpora, где _ora осмысляется как флексия множественного числа и в балканизированной форме _ure/_uri начинает использоваться для формирования множественного числа ряда имён существительных:
  - gheață /гяцэ/ «лёд» → ghețuri /гецурь/ «льды».
- Переход сочетаний an, in → ân, în /ын/:
  - лат. angelus → înger /ынджер/ «ангел».
- Под влиянием славянского вокализма имел место переход сочетания [on] в носовой гласный [õ] с последующей утратой носового призвука ([õ] → [u]):
  - лат. non → nu /ну/ «нет»;
  - лат. con → cu /ку/ «с».

#### Утраченная лексика и архаизмы
Как уже отмечено выше, в румынском языке переосмысляются многие лексемы из «базового» словаря, такие как amare, amor, amicus, mundus, centum, cor, grandis, pater и т. п.:
- «любить, любовь» → a iubi /а юби/, iubire /юбире/ — вместо классических западных amare и amor;
- «приятель» → prieten /приетен/ «друг» — вместо классического западного amicus;
- «сто» → sută /сутэ/ — вместо классического западного centum;
- слово lume /луме/ от лат. luminis «свет» было образовано по смыслу со славянского «свет» (в значении «мир»);
- латинское слово cor — «сердце» не сохранилось, а было заменено на inimă /инимэ/ в значении «сердце» — от лат. anima «душа»;
- румынское же новообразование suflet /суфлет/ «душа» является переосмысленной калькой со славянского слова «дуть» (a sufla /а суфла/) и образованного от него слова «душа».

Вместе с тем румынский — единственный романский язык, сохранивший исконную латинскую лексему albus → alb /алб/ «белый», в то время как остальные романские языки заменили её на германизмы: ср. исп. blanco, порт. branco, итал. bianco, фр. blanc.
Там, где прямые заимствования угрожали исчезновением самого романского наречия Балкан, романоязычное население прибегало к помощи ка́лек: заимствованию славянских конструкций и приспособлению их для романской лексики. Это особенно касается числительных от 11 до 20.
- Так, славянское «двенадцать» было сначала осмыслено романоязычным населением как «два-над-цать», то есть «два-над-десятью», а затем буквально переведено в соответствующие латинские: dos + super + decem, развившись затем в două + spre + zece → douăsprezece /доуэспрезече/ вместо типичных на западе исп. doce, порт. doze, итал. dodici, фр. douze, произошедших от лат. duodecim.
- Подобным же образом, после утраты латинского корня viginti (20), от которого произошли исп. veinte, порт. vinte, итал. venti, фр. vingt, румынский прибегнул к кальке славянизма «двадцать» → «два-дцать» → «два десятка» → лат. dos + deci → două + zece → douăzeci /доуэзечь/.
- Славянское влияние в раннесредневековой Дакии было настолько сильным, что славянская утвердительная частица «да» перешла в этом же значении в проторумынский и вызвала смещение исконных лексических единиц. Латинская частица sic — «так», так же, как и на западе, развила в балканской латыни значение «да» в форме și /ши/. Однако после заимствования собственно славянского корня и под влиянием синонимичного славянского значения частицы «да», употребляемой в значении «и», слово și приняло на себя значение «и». Чтобы избежать омонимии с si (как в испанском, французском и итальянском языках), латинское si «если» превратилось в Дакии в să /сэ/ «чтобы» и стало неотъемлемой частью структуры формирования конъюктива.

#### Фонетические архаизмы
Вместе с тем некоторые классические латинские группы гласных и согласных сохранились в румынском без изменений:
- au: лат. aurum → aur /аур/ «золото» (ср.: фр. or, исп. oro); лат. audire → auzi /аузи/ «слышать» (ср.: окс. ausir, audir);
- fl: лат. floris → floare /флоаре/ «цветок» (ср.: итал. fiori, но исп. flores);
- pl: лат. pluvia → ploaie /плоайе/ «дождь» (cp.: итал. piove), лат. placere → plăcere /плэчере/ «удовольствие» (ср.: итал. piacere).

## Образец текста
Статья 1 Всеобщей декларации прав человека:

Toate ființele umane se nasc libere și egale în demnitate și în drepturi. Ele sînt înzestrațe cu rațiune și conștiință și trebuie să se comporte unii față de altele în spiritul fraternității.
Перевод:

Все люди рождаются свободными и равными в своём достоинстве и правах. Они наделены разумом и совестью и должны поступать в отношении друг друга в духе братства.